# Lasiosina chandleri
Lasiosina chandleri är en tvåvingeart som beskrevs av Ismay 2001. Lasiosina chandleri ingår i släktet Lasiosina och familjen fritflugor.
Artens utbredningsområde är Irland. Inga underarter finns listade i Catalogue of Life.